# Galaxie-bis
Galaxie-bis est une collection de science-fiction créée en 1966 par les éditions OPTA qui comprend 148 volumes. Elle est dirigée par Alain Dorémieux et Jacques Sadoul, puis par Michel Demuth à partir de 1974 et enfin par Daniel Walther. Le dernier numéro paraît en janvier 1987.
Chaque volume comprend un roman et une ou plusieurs nouvelles jusqu'au numéro 55. La numérotation est double (jusqu'au numéro 56) comprenant le numéro en cours de la revue Galaxie bissé et un numéro d'ordre de Galaxie-bis.
Les illustrations de couverture font appel à Bruce Wayne, Gérard Aublé, Michel Desimon, Emsh, Mœbius, Caza, Jean-Pierre Stholl, Enki Bilal, Philippe Legendre-Kvater, etc.

## Liste des numéros
- 1 (20 bis) L'Ère des gladiateurs par Frederik Pohl & C. M. Kornbluth
  - Une mort douce par Frederik Pohl & C. M. Kornbluth
  - Masse critique par Frederik Pohl & C. M. Kornbluth
- 2 (30 bis) Après l'apocalypse par Poul Anderson
  - Trois mondes à conquérir par Poul Anderson
- 3 (39 bis) Les Courants de l'espace par Isaac Asimov
  - Le Roi de la planète par Wilson Tucker
  -  L'Arme absolue par Finn O'Donnevan
- 4 (42 bis) La Maison éternelle par A. E. van Vogt
  - Les Visiteurs par Richard Wilson
  - La Digue des suicidés par Robert Silverberg
  - La Guerre moderne par Christopher Anvil
- 5 (44 bis) Les Fleurs pourpres par Clifford D. Simak
  - Mercenaire par Charles Van de Vet
  - La Maison à mi-chemin par Robert Silverberg
- 6 (46 bis)  Semailles humaines par James Blish - illustration : Bruce Wayne
  - Banc d'essai par Robin Scott
  - Le Don par Charles Van de Vet
- 7 (49 bis) Loterie solaire par Philip K. Dick, 1968 - illustration : Michel Chaponnay
  - La Créature dans la cuve par Theodore L. Thomas (en)
  - Échec à la violence par Harry Harrison
  - L'Affaire bongolienne par Christopher Anvil
- 8 (52 bis) Simulacron 3 par Daniel F. Galouye, 1968 - illustration : Bruce Wayne
  - Au sommet du monde par J. T. McIntosh
  - L'Endroit le plus froid par Larry Niven
  - Prisonnier de la terre par Lester Del Rey
  - La Manière forte par Christopher Anvil
- 9 (55 bis) Omega par Robert Sheckley, 1968 - illustration : Gérard Aublé
  - Tome PAA-PYX par Fred Saberhagen
  - Fin du voyage par J. T. McIntosh
- 10 (58 bis) Le Faiseur d'univers par Philip José Farmer, 1969 - illustration : Michel Desimon
  - Les Hommes-crapauds par Fremont Dodge
  - Monde ingrat! par R. A. Lafferty
- 11 (59 bis) Le dieu venu du Centaure par Philip K. Dick
  - Les Ennemis naturels par Murray Leinster
  - Les Constructeurs par Dannie Plachta
- 12 (66 bis) La Machine à tuer par Jack Vance
  - Les Oiseaux de Lorraine par Bill Doede
  - Les Carapaces tendres par Basil Wells
  - Neuf cents grand-mères par R. A. Lafferty
- 13 (68 bis) Les Mutants par Henry Kuttner
  - Le Serviteur invisible par Margaret St. Clair
  - Parfums par James Stamers
- 14 (70 bis) Agent de Véga par James H. Schmitz, 1970 - illustration : Gérard Aublé
  - Tout au fond de moi, je pleure par Clifford D. Simak
  - Drame intérieur par Charles Van de Vet
  - Les étoiles répondent par T. K. Brown III
- 15 (72 bis) Les portes de la création par Philip José Farmer
  - Pour sauver San Francisco par Alfred Coppel
  - Les Sables mouvants dorés par J. R. Klugh
- 16 (74 bis) Des hommes et des monstres par William Tenn, 1970 - illustration : Mœbius
  - Sur un lacet de soulier par Theodore Sturgeon
- 17 (76 bis) Cosmos privé par Philip José Farmer, 1969 - illustration : Michel Desimon
  - Telemart 3 par Bob Shaw
- 18 (78 bis) Le Son du cor par Sarban
  - Comme dans un livre ouvert ... par John Brunner
  - Jeux de mains par H. H. Hollis
  - Un aller pour Zenner par C. C. MacApp
- 19 (82 bis) La Vallée magique par Edmond Hamilton, 1971 - illustration : Mœbius
  - Un vépé plein d'énaches par James Tiptree Jr.
- 20 (84 bis) Dorsaï par Gordon R. Dickson
  - Les Guerriers par Larry Niven
- 21 (86 bis) L'Île des morts par Roger Zelazny
  - Le Long Chemin de la Terre par John Brunner
- 22 (88 bis) Zeï par L. Sprague de Camp
  - La Planète Thyre par Kris Neville
- 23 (90 bis) Les Mondes de l'imperium par Keith Laumer
  - Les Volontaires de la paix par Robert Moore Williams
- 24 (94 bis) Kalvan d'outre-temps par H. Beam Piper, 1972 - illustration : Claude Lacroix
  - Une épitaphe en forme de plaque d'immatriculation par Alan Dean Foster
  - Lucifer par Roger Zelazny
- 25 (98 bis) Pour quelle guerre par Gordon R. Dickson
  - Glute par Jack Sharkey
- 26 (102 bis) La Planète géante par Jack Vance
  - Pas par mer par Howard L. Morris
  - Prez par Ron Goulart
- 27 (104 bis) La Main de Zeï par L. Sprague de Camp
  - De qui ma sœur est-elle le frère ? par Simon Tully
- 28 (106 bis) Les Murs de la terre par Philip José Farmer, 1973 - illustration : Michel Desimon
  - Le Monstre de l'oligocène par John T. Sladek
- 29 (108 bis) Rite de passage par Alexei Panshin
  - Voyage en conserve par R. A. Lafferty
- 30 (110 bis) Pique-nique au paradis par Joanna Russ
  - Un homme de la Renaissance par Wyman Guin
  - La Befana par Gene Wolfe
- 31 (116 bis) La Stratégie de l'erreur par Gordon R. Dickson
  - Les Haricots parallèles par Margaret St. Clair
- 32 (119 bis) Les Chants de l'espace par R. A. Lafferty
  - Fusion par Piers Anthony
- 33 (121 bis) Fleurs de sel par Sydney van Scyoc, 1974 - illustration : Gérard Aublé
  - Interférence par William Walling
- 34 (122 bis) Les Réparateurs de mondes par Lloyd Biggle, Jr., 1974 - illustration : Moro
  - Allison, Carmichael et Tattersall par Stephen Tall
- 35 (124 bis) Les Visages du chaos par Andrew J. Offutt
  - 1 - A  par Thomas M. Disch

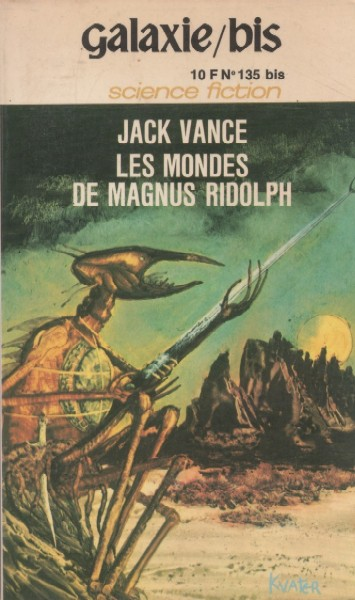
Illustration de couverture du Galaxie-bis no 45 (1975)

- 36 (125 bis) Necromant par Gordon R. Dickson, 1974 - illustration : Mœbius
  - Loin du chaud soleil par R. D. Nicholson
  - À qui sourit la chance par Simon Eisner
- 37 (126 bis) Dans l'ombre des bois par Dean R. Koontz
  - Destination Terre  par Lester Del Rey
  - Planète privée par Roland Green
  - Le Sommet de l'iceberg  par Ernest Hill
  - La Mission de Carnaby par Keith Laumer
- 38 (127 bis) L'Écumeur des étoiles par David Gerrold
  - Caméléoneries par Algis Budrys
- 39 (128 bis) Monsieur Justice par Doris Piserchia (en)
  - Orbite hallucinatoire par J. T. McIntosh
- 40 (129 bis) Les Vents de Gath par E. C. Tubb, 1975 - illustration :Enki Bilal
  - Sombre Interlude par Mack Reynolds & Fredric Brown
  - Bile à gogo par Clifford D. Simak
- 41 (131 bis) Les Joyaux d'Aptor par Samuel R. Delany, 1975 - illustration : Sergio Macedo
  - Combler un océan par J. F. Bone
- 42 (132 bis) Derai par E. C. Tubb, 1975 - illustration : Enki Bilal
  - Vénus est un monde fait pour l'homme par William Tenn
  - La Suite au prochain numéro par Raymond E. Banks
- 43 (133 bis) La Planète de Pandore par C. Anvil
  - La Lune est verte par Fritz Leiber
  - Les Carnivores par G. A. Morris
- 44 (134 bis) Le Courant d'Alcyon par Brian M. Stableford
  - Le Bélier de Judas par Sam Merwin Jr.
- 45 (135 bis) Les Mondes de Magnus Ridolph par Jack Vance - illustration : Philippe Legendre-Kvater
  - Sous l'étreinte du ligoteur par Floyd L. Wallace
- 46 (137 bis) Formes sous tension par Neal Barret Jr., 1975 - illustration : Patrice Leyrisset
  - Visées sur mars par Jerome Bixby
- 47 (138 bis) Rhapsodie noire  par Brian M. Stableford, 1975 - illustration : Romain S. Slocombe
  - Le Grand Voyage par Kurt Vonnegut Jr.
  - Lulungomeena par Gordon R. Dickson
- 48 (140 bis) L'Homme-jouet par E. C. Tubb, 1976 - illustration : Enki Bilal
  - La Chance de sa vie par Roger Dee
- 49 (142 bis) Dans la cage par F. M. Busby, 1976 - illustration : Jean-Pierre Stholl
  - Lune de miel sur cetis gamma neuf par Murray Leinster
- 50 (144 bis) Le Jeu du sang par Michael Moorcock, 1976 - illustration : Thierry Leroux
  - Passage par Lynda Isaacs
- 51 (146 bis) Les Maîtres des âges par Wilson Tucker, 1976 - illustration : Georges Raimondo
  - Par ici la bonne soupe par Daniel F. Galouye
- 52 (148 bis) L'Ouragan du temps par Lloyd Biggle, Jr.
  - Jeux d'enfants par Katherine MacLean
- 53 (150 bis) Kalin par E. C. Tubb, 1976 - illustration : Enki Bilal
  - Contagion par Katherine MacLean
- 54 (152 bis) La Fille à la licorne par Michael Kurland, 1977 - illustration : Jean-Claude Hadi
  - La Plus Haute Montagne par Bryce Walton
- 55 Agent de l'empire terrien par Poul Anderson
- 56 (155 bis) Terre promise  par Brian M. Stableford, 1977 - illustration : Romain S. Slocombe
- 57 La Caverne du ciel par Poul Anderson
- 58 Emphyrio par Jack Vance, 1978 - illustration : Georges Raimondo
- 59 Le Bouffon de Balafre  par E. C. Tubb, 1978 - illustration : Enki Bilal
- 60 Les Mondes du mur par C.C. Mc App, 1978 - illustration : Gérard Delepierre
- 61 Les Vents du temps par Chad Oliver, 1979 - illustration : Pierre Deletang
- 62 Le Choc des races par F. M. Busby, 1979 - illustration : Philippe Adamov
- 63 Le Serpent d'éternité par Pierre Stolze
- 64 Un petit coin de paradis par Brian M. Stableford,
- 65 L'Interprète par Brian W. Aldiss, 1980 - illustration : Philippe Adamov
- 66 Les Prisionners de Zandra par W. Rotsler, 1980 - illustration : Sylvie Buisson
- 67 Kamtchatka par Pierre Stolze, 1980 - illustration : Michel Fenard
- 68 Superclown et le serpent du temps par Vincent King, 1980 - illustration : Philippe Cousin
- 69 Le Millénaire vert par Fritz Leiber
- 70 Le Fenris par Brian M. Stableford, 1981 - illustration : Stéphane Drouet
- 71 Le Fardeau des Yurths par Andre Norton, 1981 - illustration : Maurice Tostain
- 72 L'Ami des Ambroisiens par Maxime Benoît-Jeannin, 1981 - illustration : Philippe Adamov
- 73 Les Seigneurs des moissons par Keith Roberts
- 74 Le Chant du cygne par Brian M. Stableford
- 75 Par le royaume d'Osiris par Pierre Bameul
- 76 Enfant de la Terre par Doris Piserchia (en), 1981 - illustration : Philippe Adamov
- 77 Les Traquenards de Giri par Vernor Vinge
- 78 Manalone par Colin Kapp, 1982 - illustration : A.S. Drouet
- 79 La Fin du voyage par F. M. Busby, 1982 - illustration : Agatha
- 80 Babel par Vladimir Colin, 1982
- 81 Le Retour par Isidore Haiblum, 1982 - illustration : Jean-Claude Hadi
- 82 Scènes de guerre civile par Jean-Pierre Hubert, 1982 - illustration : François Allot
- 83 Le Temps du grand cri par Daniel Galouye, 1982 - illustration : Jean-Claude Hadi
- 84 Terre de glace, rêve de feu par John Morressy, 1982 - illustration : Philippe Adamov
- 85 Le Tarnier de Gor par John Norman
- 86 Les Fuyards du crépuscule par J. B. Johnson, 1983 - illustration : Maurice Tostain
- 87 L'Anneau-Monde par Larry Niven, 1983 - illustration : J. C. Hadi
- 88 Le Monde solitude par Stephen Goldin, 1983 - illustration : Lan-Zaren
- 89 Le Banni de Gor par John Norman - illustration : Jean-Louis Verdier
- 90 L'Épreuve de Daiya par Pamela Sargent, 1983 - illustration : Lan-Zaren
- 91 Le Morphodite par M. A. Foster, 1983 - illustration : Pascal Lesquoy
- 92 Les Souterrains de l'enfer par Brian M. Stableford, 1983 - illustration : Carril
- 93 Le Cercle de feu par Edmund Cooper, 1983 - illustration : Gérard Aublé
- 94 Le Spectres du passé par Isidore Haiblum , 1983 - illustration : J.-L. Verdier
- 95 Les Prêtres-rois de Gor par John Norman, 1984
- 96 Les Enfants du voyage par David Bischoff & D. R. Bailey, 1983 - illustration : Jean-Louis Verdier
- 97 Les Flots sans rivage par C. J. Cherryh, 1984 - illustration : Bernard Couderc
- 98 Les Portes de l'Eden par Brian M. Stableford, 1984 - illustration : Jean-Luc Lacroix
- 99 Les Nomades de Gor par John Norman
- 100 L'Esprit de Dorsai par Gordon R. Dickson, 1984 - illustration : Eric Seigaud
- 101 Le Champion des hommes nus par Jacob Carrossa, 1984 - illustration : J. P. Dufour
- 102 Heil Hibbler! par Ron Goulart
- 103 Le Diadème des étoiles par Jo Clayton, 1985 - illustration : Roland Ramirez
- 104 Les Assassins de Gor par John Norman - illustration : Jean-Louis Verdier
- 105 L'Ultime Symbiose par Nicholas Yermakov - illustration : Eric Seigaud, 1984
- 106 À perte de temps par John Brunner, 1984 - illustration : J. P. Dufour
- 107 Sortilèges de la Terre par Alexei Panshin& Cory Panshin, 1984 - illustration : J. C. Hadi
- 108 Aux étoiles du destin par Michel Jeury, 1985 - illustration : Eric Seigaud
- 109 L'Eempire interstellaire (1) par John Brunner
- 110 Dans les blizzards du temps par R. Hahn et H. Pusch
- 111 Les Pirates de Gor par John Norman
- 112 L'Empire interstellaire (2) par John Brunner
- 113 Lamarchos par Jo Clayton, 1984 - illustration : Roland Ramirez
- 114 Mondes frontières par Isidore Haiblum, 1985 - illustration : Jean-Pierre Duffour
- 115 L'Énigme de Floria par Brian M. Stableford, 1985 - illustration : Jean-Claude Hadi
- 116 L'Étrange Monsieur Raf par Pamela Sargent, 1985 - illustration : Dominique Antoine
- 117 Port Éternité par C. J. Cherryh, 1985 - illustration : Eric Seigaud
- 118 Irsud par Jo Clayton, 1985 - illustration : Roland Ramirez
- 119 Les Domaines de la nuit par Dennis Etchison
- 120 Les Dissidents d'Azraël par John Brunner
- 121 Frères de la terre par C. J. Cherryh, 1985 - illustration : Eric Seigaud
- 122 Les Métamorphoses de Gene Anderson par Damon Knight, 1985 - illustration : Jean Louis Verdier
- 123 Le Seigneur des airs par Michael Moorcock
- 124 Les Cavernes du sommeil par Richard Cowper
- 125 Le Léviathan des terres par Michael Moorcock
- 126 Le Traqueur d'étoiles par John Brunner
- 127 Le Tsar d'acier par Michael Moorcock
- 128 Le Voyageur de la nuit par C. J. Cherryh
- 129 Drussa Silver par Suzette Haden Elgin, 1985 - illustration : Ollivier Kerjean
- 130 Le Tarnier de Gor par John Norman (réédition du no 85)
- 131 L'Anneau-Monde par Larry Niven (réédition du no 87)
- 132 Les Prêtres-rois de Gor par John Norman (réédition du no 95)
- 133 Maeve par Jo Clayton, 1985 - illustration : Florence Magnin
- 134 Les Esclaves de Gor  par John Norman
- 135 Le Banni de Gor par John Norman (réédition du no 89)
- 136 Le Seuil critique par Brian M. Stableford, 1986 - illustration : Florence Magnin
- 137 Les Ingénieurs de l'Anneau-Monde par Larry Niven
- 138 Forteresse des étoiles (1) par C. J. Cherryh
- 139 La Deuxième Vie d'Ismael Forth par Justin Leiber (en), 1986 - illustration : Ollivier Kerjean
- 140 Captifs de la cité de glace par Garry Kilworth, 1986 - illustration : Eric Seigaud
- 141 Forteresse des étoiles (2) par C. J. Cherryh
- 142 Les Chasseurs de Gor par John Norman
- 143 La Troisième Mission par Brian M. Stableford, 1986 - illustration : Florence Magnin
- 144 Dorsaï par Gordon R. Dickson (réédition du no 20)
- 145 Software par Rudy Rucker
- 146 Pour quelle guerre par Gordon R. Dickson (réédition du no 25)
- 147 Chasseurs d'étoiles  par Jo Clayton, 1986 - illustration : Florence Magnin
- 148 La Stratégie de l'erreur par Gordon R. Dickson (réédition du no 31)